# Geostachys elegans
Geostachys elegans är en enhjärtbladig växtart som beskrevs av Henry Nicholas Ridley. Geostachys elegans ingår i släktet Geostachys och familjen Zingiberaceae. Inga underarter finns listade i Catalogue of Life.